# النظاراتي حسن
شركة النظاراتي حسن هي شركة لصناعة النظارات الطبية والشمسية في الكويت أسسها د. «حسن سعادات» وتمتلك أكثر من أربعين فرعا منتشرة في كل مناطق الكويت. إضافة إلى فروعها الإقليمية والعالمية في دول الخليج والشرق الأوسط.
حرصت الشركة على مواكبة الموضة مع الابتكار والتجديد في التصميم وهذا ما مكن الشركة من تقديم اختيارات رائعة ومتنوعة من ماركات النظارات ذات الجودة الفائقة التي تميز الدمج المبتكر فيما بين الموضة وطريقة الحياة العصرية. واليوم يعمل في شركة النظاراتي حسن مايزيد عن 200 موظف مدربين من بينهم اخصائيون في علم البصريات وصناعيون اخصائيون في صناعة النظارات الطبية. كما دخلت الشركة في مجالات عمل جديدة مثل الوسائل السمعية لانها حريصة على راحة عملائها فقد حرصت على تحسين السمع لديهم خصوصا وان شركة النظاراتي حسن للسمعيات هي الوكيل الحصري لماركات «اوتيكون الدنماركية - ستاركي الاميركية - فوناك السويسرية العالمية».
ولابد من الذكر ان شركة النظاراتي حسن قد فازت مؤخرا بجائزة «سوبر براند» لتصبح الشركة الوحيدة في الكويت التي تحصل عليها.